# Billy Idol
William Michael Albert Broad (Stanmore, Middlesex, 30 de noviembre de 1955), conocido como Billy Idol, es un músico de rock y actor británico. Inicialmente obtuvo reconocimiento como cantante de la banda de punk Generation X. Más tarde, Idol comenzó una exitosa carrera como solista durante 46 años de carrera, con gran éxito y fama internacional.
Idol inició su carrera en 1976 como guitarrista en la banda de punk Chelsea. Sin embargo, pronto abandonó el grupo junto a su compañero Tony James para formar Generation X, banda en la que cantó por primera vez. El grupo obtuvo un relativo éxito comercial en el Reino Unido, y logró publicar tres álbumes de estudio con Chrysalis Records antes de separarse.[cita requerida]
En 1981, Idol se trasladó a la ciudad de Nueva York para iniciar una carrera en solitario en colaboración con el guitarrista Steve Stevens. Su álbum debut, Billy Idol (1982), fue un éxito comercial, especialmente por las canciones "Dancing with Myself" y "White Wedding", y logró rotación constante de sus vídeoclips en el canal MTV.[cita requerida]
Su segundo álbum, Rebel Yell (1983), también logró un notable éxito comercial. De allí en adelante grabó algunos álbumes como Whiplash Smile (1986), Charmed Life (1990) y Cyberpunk (1993). Durante gran parte de los años 1990, Idol se dedicó principalmente a su vida personal y familiar. Volvió al mundo de la música a mediados de los años 2000 con el álbum Devil's Playground (2005) y después con Kings & Queens of the Underground (2014).[cita requerida] En 2018 se publicó Vital Idol: Revitalized, una revisión del disco homónimo de 1985. Su último disco de larga duración hasta la fecha es Dream Into It (2025) después de haber publicado los EP The Roadside y The Cage en 2021 y 2022 respectivamente. 

## Biografía

### Primeros años
William Broad fue el primer hijo de una familia de clase media. Su padre era comercial y viajaba mucho. Sus padres Bill y Joan Broad se trasladan a Estados Unidos, a Long Island, Nueva York, poco después de que naciera, en busca del "sueño americano". 
Sin embargo, cuatro años después, los Broad regresaron al Reino Unido. Vivieron  primero en Mickleham, Surrey, y luego en  Goring, Sussex.

### El punk y Generation X
Vivió en Worthing antes de acudir a la Universidad de Sussex, solamente un año, antes de unirse al Bromley Contingent, formado por público de los Sex Pistols. Inspirado en esa banda, armó en 1976 su primer grupo, al que bautizó con el nombre de Chelsea. La idea le duró poco tiempo, pero trajo consigo su nombre artístico: Billy Idol. Durante este período, Idol decidió convertirse en músico, y formó su propia banda, Generation X, un grupo de punk rock, el 21 de noviembre de 1976. Idol pasó entonces de tocar guitarra a cantar, y Bob "Derwood" Andrews se unió como guitarra líder. Tocaron en vivo por primera vez el 21 de diciembre de 1976 en The Roxy (fue el primer grupo en tocar en aquel lugar). Lanzaron su primer sencillo, "Your Generation", en septiembre de 1977.[cita requerida]
Esta formación se mantendría durante sus primeros dos álbumes, el auto-titulado Generation X (1977) y Valley Of The Dolls (1979). 
Mientras grababan lo que sería su tercer álbum, Sweet Revenge (lanzado décadas después como Anthology), el grupo inició acciones legales en contra de su mánager, viéndose pospuesta cualquier posibilidad de terminar de grabar el álbum o lanzar lo que ya había sido grabado. El grupo encontró entonces un nuevo mánager, Bill Aucoin, que más tarde manejaría a Kiss.[cita requerida]
En 1980, Andrews y Laff dejaron el grupo (para más tarde formar el grupo de post-punk, Empire), y serían reemplazados por Terry Chimes, exbaterista de The Clash y de Cowboys International, y por el exguitarrista de Chelsea, James Stevenson.[cita requerida]
La banda intentó funcionar por última vez, regrabando material de Sweet Revenge, así como varias otras canciones nuevas. Con este último lanzamiento, Kiss Me Deadly (1981), el grupo abrevió su nombre a Gen X. Cuando su último sencillo, "Dancing With Myself", no logró triunfar en las listas del Reino Unido, el grupo se separó. Unos años después de la separación, Idol se fue a los Estados Unidos.[cita requerida]
Además, se volvió vegetariano, porque quería parecerse a David Bowie.

### Carrera como solista

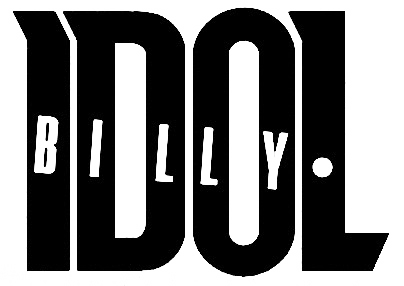
Logo de Idol

Idol se trasladó con su amigo de toda la vida para Nueva York y comenzó a trabajar como artista en solitario junto al guitarrista Steve Stevens. Logró pronto un gran éxito en la MTV con su álbum Billy Idol, abandonando el punk para enfocarse en el hard rock y en el new wave. Del álbum destacaron los sencillos White Wedding y Dancing with Myself —que ya había sido grabado con Generation—. El segundo disco de Idol, Rebel Yell (1984), fue un éxito en las listas, y llevó a Billy Idol a alcanzar el estrellato en los Estados Unidos con temas como "Eyes Without a Face", "Flesh for Fantasy" y el propio "Rebel Yell".
No sería sino hasta 1986 cuando Idol presentaría un nuevo álbum, Whiplash Smile. Este LP alcanzó un excelente número de ventas, con éxitos como "To Be a Lover", "Don't Need a Gun" y "Sweet Sixteen".[cita requerida]

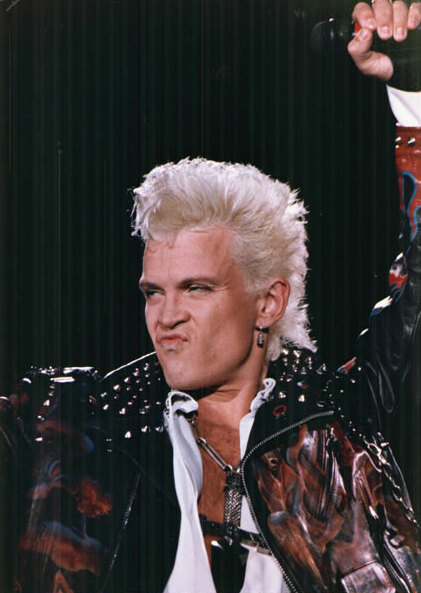
Idol, en su gira Cradle of Love Tour, 1990.

Poco antes de sacar su siguiente disco, Charmed Life, en 1990, Idol sufrió un accidente de motocicleta en el que casi perdió una pierna. Charmed Life fue un rotundo éxito —con canciones como Cradle of Love, el tema principal de la película Ford Fairlane. Grabaría su aparición en el videoclip fotograma a fotograma por la falta de movilidad tras el accidente. Idol tenía como proyecto actuar en el filme The Doors, de Oliver Stone. Este tenía reservado para él un papel importante, pero debido al grave accidente y a su larga recuperación todo quedaría en un pequeño cameo como Cat.
Su siguiente disco, Cyberpunk (1993), fue un fracaso de ventas en los Estados Unidos.

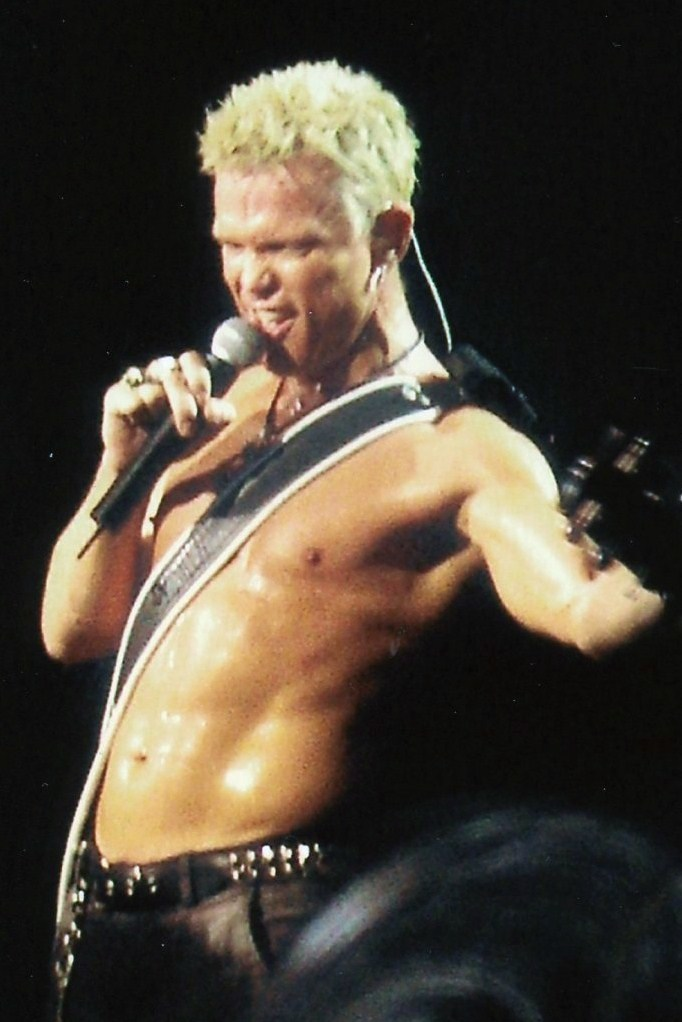
Idol, en el Brixton Academy en Londres, 2005.

El álbum Greatest Hits, así como su participación —se interpretaba a sí mismo— en 1998 en la comedia romántica The Wedding Singer (con Adam Sandler y Drew Barrymore), en la que el tema principal era su mítico "White Wedding", le devolvieron la popularidad. Además, apareció en VH1 Storytellers y vendió más de medio millón de copias en los Estados Unidos con un nuevo Greatest Hits en 2001, en el que aparecía una versión inédita de Idol de la canción "Don't You Forget About Me", de Simple Minds.
Con su disco Devil's Playground, que salió a la venta en marzo del 2005, volvió al mundo del álbum de estudio tras casi 12 años alejado de él. En el 2014, luego de estar distanciado por varios años de los estudios musicales, grabó el álbum Kings & Queens of the Underground, mientras que en el 2020 grabó la colaboración "Night Crawling" con Miley Cyrus, para su álbum "Plastic Hearts".

## Músicos

### Banda de gira
La banda de gira de Idol consiste en los siguientes músicos:
- Steve Stevens – guitarra, teclados, coros (1981–1987, 1993, 1995, 1999–presente)
- Stephen McGrath – bajo, coros (2001–presente)
- Billy Morrison – guitarra, coros (2010–presente)
- Erik Eldenius – batería (2012–presente)
- Paul Trudeau – teclados, guitarra, coros (2014–presente)

### Músicos anteriores
- Phil Feit – bajo (1981–1983)
- Steve Missal – batería (1981)
- Gregg Gerson – batería (1981–1983)
- Judi Dozier – teclados (1982–1985)
- Steve Webster – bajo (1983–1985)
- Thommy Price – batería (1983–1988)
- Kenny Aaronson – bajo (1986–1988)
- Susie Davis - teclados, coros (1986-1988)
- Phil Soussan – bajo (1988–1990)
- Zane Fix – bajo (1980s)
- Mark Younger-Smith – guitarra (1987–1993)
- Larry Seymour – bajo (1990–1996)
- Tal Bergman – batería (1990–1993, 2000)
- Bonnie Hayes - teclados, coros (1990-1991)
- Jennifer Blakeman – teclados (1993)
- Julie Greaux – teclados (1993)
- Danny Sadownik – batería (1993)
- Mark Schulman – batería (1993–2001)
- Sasha Krivtsov – bajo (2000)
- Brian Tichy – batería (2001–2009)
- Jeremy Colson – batería (2010–2012)
- Derek Sherinian – teclados (2002–2014)

## Discografía

### Álbumes
- Don't Stop (EP) (1981) #71 US
- Billy Idol (1982) #45 US
- Rebel Yell (1983) #6 US, #36 UK
- Vital Idol (UK) (1985) #7 UK
- Whiplash Smile (1986) #6 US, #8 UK
- Vital Idol (US) (1987) #10 US
- Idol Songs: 11 of the Best (1988) #2 UK
- Charmed Life (1990) #11 US, #15 UK
- Cyberpunk (1993) #48 US, #20 UK
- Rebel Yell: Expanded (1999)
- Greatest Hits (2001) #74 UK
- VH1 Storytellers (2002)
- Devil's Playground (2005) #46 US
- Happy Holidays (2006)
- The Very Best of Billy Idol: Idolize Yourself (2008) #38 US
- Kings & Queens of the Underground (2014)[9]
- Vital Idol: Revitalized (2018)
- The Roadside (EP) (2021)
- The Cage (EP) (2022)
- Dream Into It (2025)

### Sencillos
- "Dancing With Myself" (80/1981)
- "Mony Mony" (9/1981)
- "Hot in the City" (8/1982)
- "White Wedding" (10/1982)
- "White Wedding (re-release)" (9/1983 - IDOL 1)
- "Rebel Yell" (1/1984 - IDOL 2)
- "Eyes Without a Face"(6/1984 - IDOL 3)
- "Flesh for Fantasy" (9/1984 - IDOL 4)
- "White Wedding (Vital Idol re-release)" (6/1985 - IDOL 5)
- "Rebel Yell (re-release)" (9/1985 - IDOL 6)
- "To Be a Lover" (9/1986 - IDOL 8)
- "Don't Need a Gun" (2/1987 - IDOL 9)
- "Sweet Sixteen" (5/1987 - IDOL 10
- "Mony Mony (Live)" (10/1987 - IDOL 11)
- "Hot in the City (Remix)" (1/1988 - IDOL 12)
- "Catch My Fall" (8/1988 - IDOL 13)
- "L.A. Woman" (8/1990 - IDOL 15)
- "Prodigal Blues" (1990 - IDOL 16)
- "Shock to the System" (1993)
- "Heroin" (1993)
- "Speed" (1994)
- "Grand Theft Auto" (2000)
- "Don't You Forget About Me" (2001)
- "Scream" (2005)
- "John Wayne" (2008)
- "Can't Break Me Down" (2014)
- "Save Me Now" (2014)